# Vată

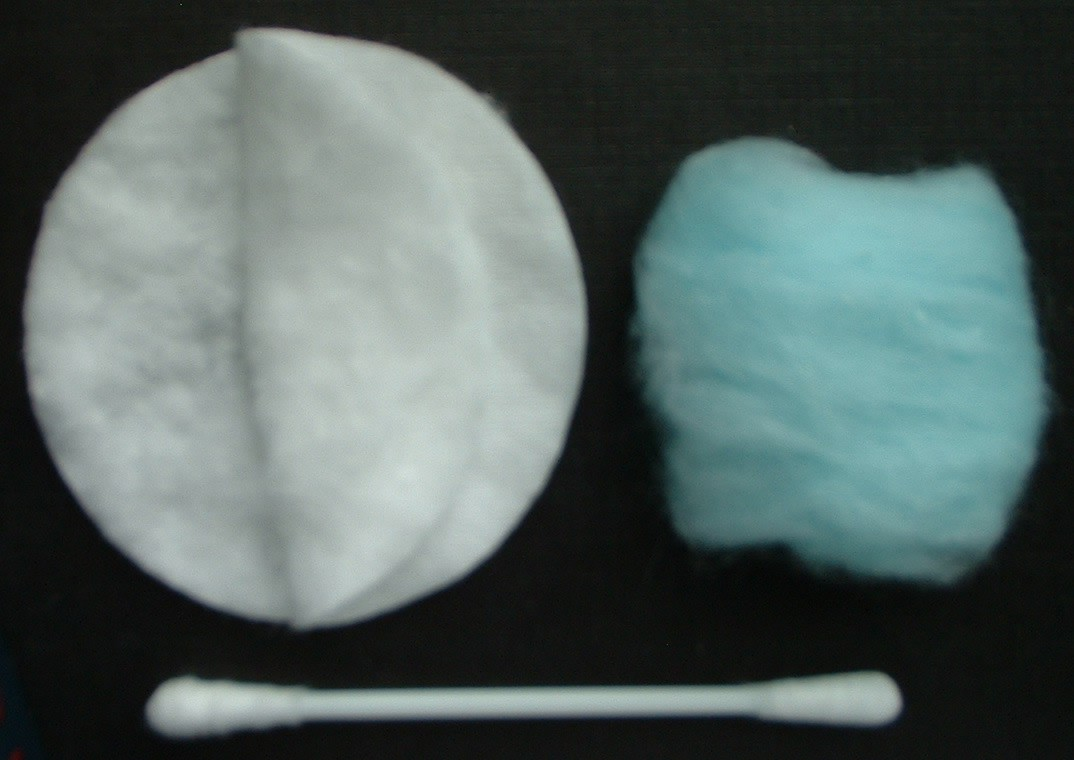
Produse din vată

Vata este un produs în multiple forme realizat din materii diferite, cu tehnici diferite, în funcție de întrebuințarea pe care o are, după cum urmează:
1. Vata albă care este cea mai cunoscută se folosește în medicină la pansamente sau după impregnare cu substanțe medicamentoase. Se obține din fibre de bumbac scurte și subțiri care se întrepătrund formând o masă compactă albă.
2. Vata de hârtie se folosește de asemenea în medicină în locul vatei din bumbac sau ca ambalaj. Se obține din celuloza de lemn.
3. Vata de cuarț se folosește pentru catalizatori sau pentru confecționarea unor filtre. Se obține prin suflarea unui gaz sub presiune într-o masă de bioxid de siliciu topit.
4. Vata de zgură este întrebuințată ca material izolant termic. Se obține prin dirijarea unei vine de abur sau de aer comprimat asupra unei vine subțiri de zgură de furnal topită.
5. Vata de sticlă folosită ca material izolant fonic și termic. Se obține prin suflarea cu vapori a unei mase de sticlă topită.
6. Cu totul diferită este vata de zahăr, un produs alimentar dulce și pufos. Se obține prin centrifugarea zahărului topit în mașini speciale.

Un produs asemănător cu vata este vatelina. Aceasta este un material textil scămoșat care se folosește între stofă și căptușeala unei haine, spre a fi mai călduroasă.